# Pappachan Pradeep
Naduparambil Pappachan Pradeep (Idukki, 28 aprile 1983) è un ex calciatore indiano, di ruolo centrocampista.

## Carriera

### Dopo il ritiro
Appesi gli scarpini al chiodo diventa capo scout del Kerala Blasters. A partire dal 2021 è  co-commentatore e opinionista sulla rete Star Sports.

## Statistiche

### Cronologia presenze e reti in nazionale
| Cronologia completa delle presenze e delle reti in nazionale ― India | Cronologia completa delle presenze e delle reti in nazionale ― India | Cronologia completa delle presenze e delle reti in nazionale ― India | Cronologia completa delle presenze e delle reti in nazionale ― India | Cronologia completa delle presenze e delle reti in nazionale ― India | Cronologia completa delle presenze e delle reti in nazionale ― India | Cronologia completa delle presenze e delle reti in nazionale ― India | Cronologia completa delle presenze e delle reti in nazionale ― India |
| Data                                                                 | Città                                                                | In casa                                                              | Risultato                                                            | Ospiti                                                               | Competizione                                                         | Reti                                                                 | Note                                                                 |
| -------------------------------------------------------------------- | -------------------------------------------------------------------- | -------------------------------------------------------------------- | -------------------------------------------------------------------- | -------------------------------------------------------------------- | -------------------------------------------------------------------- | -------------------------------------------------------------------- | -------------------------------------------------------------------- |
| 12-08-2005                                                           | Lautoka                                                              | Figi                                                                 | 1 – 0                                                                | India                                                                | Amichevole                                                           | -                                                                    |                                                                      |
| 14-08-2005                                                           | Suva                                                                 | Figi                                                                 | 2 – 1                                                                | India                                                                | Amichevole                                                           | -                                                                    |                                                                      |
| 22-02-2006                                                           | Yokohama                                                             | Giappone                                                             | 6 – 0                                                                | India                                                                | Qual. Coppa d'Asia 2007                                              | -                                                                    | 82’                                                                  |
| 01-03-2006                                                           | Nuova Delhi                                                          | India                                                                | 0 – 3                                                                | Yemen                                                                | Qual. Coppa d'Asia 2007                                              | -                                                                    |                                                                      |
| 01-04-2006                                                           | Chittagong                                                           | India                                                                | 2 – 0                                                                | Afghanistan                                                          | AFC Challenge Cup 2006 - 1º turno                                    | -                                                                    |                                                                      |
| 03-04-2006                                                           | Chittagong                                                           | Filippine                                                            | 1 – 1                                                                | India                                                                | AFC Challenge Cup 2006 - 1º turno                                    | -                                                                    | 82’                                                                  |
| 05-04-2006                                                           | Chittagong                                                           | India                                                                | 0 – 0                                                                | Taipei cinese                                                        | AFC Challenge Cup 2006 - 1º turno                                    | -                                                                    |                                                                      |
| 09-04-2006                                                           | Chittagong                                                           | India                                                                | 0 – 3                                                                | Nepal                                                                | AFC Challenge Cup 2006 - Quarti di finale                            | -                                                                    |                                                                      |
| 16-08-2006                                                           | Calcutta                                                             | India                                                                | 0 – 3                                                                | Arabia Saudita                                                       | Qual. Coppa d'Asia 2007                                              | -                                                                    | 74’                                                                  |
| 06-09-2006                                                           | Jeddah                                                               | Arabia Saudita                                                       | 7 – 1                                                                | India                                                                | Qual. Coppa d'Asia 2007                                              | -                                                                    | 70’                                                                  |
| 11-10-2006                                                           | Bangalore                                                            | India                                                                | 0 – 3                                                                | Giappone                                                             | Qual. Coppa d'Asia 2007                                              | -                                                                    |                                                                      |
| 15-11-2006                                                           | Sana'a                                                               | Yemen                                                                | 2 – 1                                                                | India                                                                | Qual. Coppa d'Asia 2007                                              | 1                                                                    |                                                                      |
| 08-10-2007                                                           | Saida                                                                | Libano                                                               | 4 – 1                                                                | India                                                                | Qual. Mondiali 2010                                                  | -                                                                    | 73’                                                                  |
| 30-10-2007                                                           | Margao                                                               | India                                                                | 2 – 2                                                                | Libano                                                               | Qual. Mondiali 2010                                                  | -                                                                    |                                                                      |
| 30-07-2008                                                           | Hyderabad                                                            | India                                                                | 1 – 0                                                                | Afghanistan                                                          | AFC Challenge Cup 2008 - 1º turno                                    | -                                                                    |                                                                      |
| 01-08-2008                                                           | Hyderabad                                                            | Tagikistan                                                           | 1 – 1                                                                | India                                                                | AFC Challenge Cup 2008 - 1º turno                                    | -                                                                    | 74’                                                                  |
| 13-08-2008                                                           | Hyderabad                                                            | Turkmenistan                                                         | 1 – 2                                                                | India                                                                | AFC Challenge Cup 2008 - 1º turno                                    | -                                                                    | 90’                                                                  |
| 07-08-2008                                                           | Hyderabad                                                            | India                                                                | 1 – 0                                                                | Birmania                                                             | AFC Challenge Cup 2008 - Semifinale                                  | -                                                                    |                                                                      |
| 13-08-2008                                                           | Nuova Delhi                                                          | India                                                                | 4 – 1                                                                | Tagikistan                                                           | AFC Challenge Cup 2008 - Finale                                      | -                                                                    | 35’                                                                  |
| 14-01-2009                                                           | Hong Kong                                                            | Hong Kong                                                            | 2 – 1                                                                | India                                                                | Amichevole                                                           | -                                                                    | 57’                                                                  |
| 19-08-2009                                                           | Nuova Delhi                                                          | India                                                                | 0 – 1                                                                | Libano                                                               | Nehru Cup 2009 - 1º turno                                            | -                                                                    |                                                                      |
| 23-08-2009                                                           | Nuova Delhi                                                          | India                                                                | 2 – 1                                                                | Kirghizistan                                                         | Nehru Cup 2009 - 1º turno                                            | -                                                                    | 88’                                                                  |
| 26-08-2009                                                           | Nuova Delhi                                                          | India                                                                | 3 – 1                                                                | Sri Lanka                                                            | Nehru Cup 2009 - 1º turno                                            | -                                                                    | 89’                                                                  |
| 29-08-2009                                                           | Nuova Delhi                                                          | India                                                                | 0 – 1                                                                | Siria                                                                | Nehru Cup 2009 - 1º turno                                            | -                                                                    | 46’                                                                  |
| 31-08-2009                                                           | Nuova Delhi                                                          | India                                                                | 1 – 1 dts (5-4 dtr)                                                  | Siria                                                                | Nehru Cup 2009 - Finale                                              | -                                                                    | 116’                                                                 |
| 15-09-2010                                                           | Nuova Delhi                                                          | India                                                                | 2 – 0                                                                | Namibia                                                              | Amichevole                                                           | -                                                                    |                                                                      |
| 10-01-2011                                                           | Doha                                                                 | India                                                                | 0 – 4                                                                | Australia                                                            | Coppa d'Asia 2011 - 1º turno                                         | -                                                                    | 62’                                                                  |
| 14-01-2011                                                           | Doha                                                                 | Bahrein                                                              | 5 – 2                                                                | India                                                                | Coppa d'Asia 2011 - 1º turno                                         | -                                                                    | 74’                                                                  |
| 18-01-2011                                                           | Doha                                                                 | Corea del Sud                                                        | 4 – 1                                                                | India                                                                | Coppa d'Asia 2011 - 1º turno                                         | -                                                                    | 56’                                                                  |
| Totale                                                               |                                                                      | Presenze                                                             | 29                                                                   |                                                                      | Reti                                                                 | 1                                                                    |                                                                      |